# Железная дорога эрцгерцога Альбрехта
Железная дорога эрцгерцога Альбрехта (нем. Erzherzog Albrecht-Bahn, пол. Kolej Arcyksięcia Albrechta, укр. Залізниця Ерцгерцога Альбрехта) — фрагмент сети железных дорог в Галиции, которая до I мировой войны была частью Австро-Венгерской империи. Железная дорога соединяла Львов со Стрыем (через Николаев) и Стрый со Станиславовом (через Долину). Её общая длина составляла 181 км.
Концессия на строительство дороги была выдана 22 ноября 1871 г. Концессия включала в себя 2 трассы: Львов—Стрый—Сколе—станция Бескид и Стрый—Станиславов. Концессию получила группа влиятельных польских и австрийских промышленников и общественных деятелей, а также Галицкий краевой банк (Galicyjski Bank Krajowy). Через два года, 16 ноября 1873 г, открыт первый отрезок дороги: Львов—Стрый (длина 73,5 км). 1 января 1875 г. сдан в эксплуатацию второй отрезок: Стрый—Станиславов (длина 107,5 км). Также был построен отрезок Долина—Выгода (8,6 км).
В Стрые дорога эрцгерцога Альбрехта соединялась с Днестровской железной дорогой, а в Станиславове — с уже существующей трассой Львов—Станиславов (через Ходоров и Галич). Со временем построено своего рода продолжение этой дороги — в 1884 г. открыли линию Станиславов—Гусятин (через Бучач и Чортков).
В начале 1874 г. по дороге эрцгерцога Альбрехта курсировало 16 паровозов, 34 пассажирских вагона и 403 товарных вагона. Во время открытия линии Стрый—Станиславов к вагонному парку добавили 13 пассажирских и 103 товарных вагонов. С этим количеством подвижного состава железная дорога работала до 1881 г.
За первый полный год (1874) услугами дороги воспользовались 124 000 пассажиров. Через год было уже 231 000. Позже это число снизилось, и в 1879 г. она перевезла 139 000 человек. Но в 1881 г. было уже 186 000. До 1879 г. пассажиры могли путешествовать в вагонах 1, 2, 3 или 4 класса. В 1874—1878 гг. вагонами 1 класса ездило всего 0,2—0,4 % пассажиров, 2 класс выбирало 4,5—5,5 %, и 16—20 % предпочитали 3 класс. Подавляющее большинство (66—76 %) предпочитала дешёвый 4 класс. От 3,0 до 8,1 % всех пассажиров составляла льготная группа — военнослужащие.
Сначала (1874) железная дорога эрцгерцога Альбрехта перевезла 52 800 тонн товаров и багажа. В последующие годы происходил заметный рост: от 100 тыс. тонн (1875), до 147 тыс. тонн (1877) и 245 тыс. тонн в 1879 г.
22 августа 1891 г. железная дорога перешла в собственность австрийских государственных железных дорог, а в 1918 году вошла в состав железных дорог Польши.
Состоявшаяся 1 и 2 ноября 1939 года внеочередная сессия Верховного Совета Союза ССР приняла закон о включении в состав СССР Западной Белоруссии и Западной Украины. Железные дороги колеи 1435 мм, находившиеся на этой территории, были перешиты на колею 1524 мм и стали частью железных дорог Советского Союза. В конце 1939 года были образованы четыре новых железных дороги: Белостокская, Брест-Литовская, Ковельская и Львовская.
Сейчас давнюю железную дорогу эрцгерцога Альбрехта активно используют для пассажирских и грузовых перевозок. Однако, железнодорожного пути от Ивано-Франковска до Бучача уже не существует.